# Вълнови преобразуватели на енергия
Вълновите преобразуватели на енергия са устройства, които превръщат кинетичното движение на океанските вълни в електричество. Енергията на приливния поток може да се използва с помощта на устройства, които действат като подводни вятърни турбини, преобразувайки потока на приливни течения в електричество. Приливните инсталации са големи, полезни системи, които насочват потока на приливите и отливите през турбини за генериране на електричество, подобно на производството на електроенергия от хидроенергия. От многото видове възобновяема енергия, вълновата и приливната енергия е може би най-предвидима.
Районите в близост до океаните за тези, които максимално ще могат да се възползват от този вид възобновяема енергия. Според ООН близо 2,4 млрд души (около 40% от населението на земята) живеят в рамките на 100 километра от океанските брегове, което означава, че вълновата енергия може да се използва като възобновяем източник и надеждна енергия от близо половината човечество.
Големи заливи като Turnagain (САЩ), Annapolis / Minas Passage (Канада), Seven Barrages / Pentland Firth (Обединеното кралство), La Rance (Франция), Garorim (Южна Корея) и Mezen / Penzhin (Русия) имат огромни приливни мощности за производство на електроенергия.

## Защо вълновите преобразуватели на енергия за важни
1. Това е възобновяем източник на енергия Най-хубавото за енергията от вълните е, че тя никога няма да се изчерпа. Винаги ще има вълни, разбиващи се по бреговете, в близост до населените крайбрежни райони. За разлика от изкопаемите горива, които се изчерпват, вълните не са ограничени от конкретни запаси. Те не изискват никакъв принос от човека, за да се движат, и на тях винаги може да се разчита.
2. Околната среда Също за разлика от изкопаемите горива, създаването на енергия от вълни не създава вредни странични продукти като газ, отпадъци и замърсяване. Енергията от вълните може да бъде поета директно в машини за производство на електроенергия и да се използва за захранване на генератори и електроцентрали в близост. В днешния енергиен свят трудно може да се намери източник на чиста енергия.
3. Изобилие и достъпност Друго предимство на този вид енергия е близостта ѝ до места, които могат да я използват. Много големи градове и пристанища са до океана и могат да потребяват енергията от вълните за захранване на енергия.
4. Разнообразие от начини за усвояване на енергията
5. Лесно предвидима Най-големите предимства на вълновата енергия спрямо повечето други алтернативни източници на енергия е, че тя е лесно предвидима и може да се използва за изчисляване на количеството, което може да произведе. Енергията на вълната е последователна и се оказва много по-добра от другите източници, които са зависими от излагането на вятър или слънце.
6. По-малка зависимост от чуждестранни нефтени продукти Зависимостта на чуждестранните компании за изкопаеми горива може да бъде намалена, ако енергията от вълновата мощност може да бъде извлечена до максимума си. Това не само ще помогне за ограничаване на замърсяването на въздуха, но също така може да осигури зелени работни места за милиони хора.
7. Без щети на земята За разлика от изкопаемите горива, които причиняват огромни щети на земята, тъй като могат да оставят големи дупки, докато извличат енергия от тях, силата на вълната не причинява никакви щети на земята. Безопасен, чист е и един от предпочитаните методи за извличане на енергия от океана.
8. Изолираните островни или крайбрежни общности имат особена нужда от енергоснабдяване, което се обезкарбонизира, тъй като изкопаемите горива трябва да се транспортират до тях, често с голяма цена. За такива общества енергията от морето е логичен избор.
9. Крайбрежните общности са изложени на най-голям риск от индуциране на изменение на климата и по този начин имат най-голяма мотивация за инсталиране на инфраструктура за намаляване на наводненията, която също може да генерира полезна енергия.

## Инвестиране в идеята за вълнови преобразуватели
Мощността на океана може да нарасне от 0.0004 процента от световното производство на електроенергия (т.е. около 1,1 TWh) до диапазон между 398 – 521 TWh до 2050 г. Резултатът: намаляване на емисиите на парникови газове с 1,4 гигатона за тридесет години. Пределни разходи за реализиране – 200 – 260 милиарда долара с нетни оперативни загуби за целия живот от 1,1 – 1,4 трилиона долара, но инвестицията ще проправи пътя за по-дългосрочно разширяване и намаляване на емисиите и голямо разнообразие от използване на потенциал за възобновяеми енергийни ресурси.
Въз основа на мета-анализ на събраните данни за разходите за инсталиране на тези системи по целия свят, използваните в модела RRS финансови ресурси предполагат среден разход за инсталация от 7 247 щатски долара на киловат, с приложен курс на обучение от 15,5 процента. Това намалява разходите до 1837 щатски долара за киловат до 2030 г. и до 1180 долара до 2050 г. Тази цена се оценява в сравнение със средно претеглена стойност от 1786 долара за киловат за конвенционалните технологии (т.е. въглища, природен газ и нефтени електроцентрали) решение е заместване. За решението се използва среден коефициент на капацитет от 34 процента в сравнение с 57 процента за конвенционалните технологии. Променливи разходи за експлоатация и поддръжка от 0,07 щ.д. на киловатчас и 328,1 щ.д. на киловат за фиксирани експлоатационни разходи, се вземат предвид за това решение, в сравнение с 0,005 долара за киловатчас и съответно 34,65 долара на киловат за конвенционалните технологии

## Рискове
Централно значение за всяка стратегията за имплементиране на вълновите преобразуватели трябва да бъде съображението за това как да се изгради устойчивост: устойчивост в океана към всички заплахи, пред които е изправен; и устойчивост в обществата, така че въздействията от промените в океана да бъдат сведени до минимум.
Правителствата, създателите на политики и други заинтересовани страни трябва да бъдат мотивирани да действат за възстановяване и смекчаване на промените в океана и за защита на океана от по-нататъшно вредно развитие. И те трябва да го разглеждат като възможност в по-широкия контекст за изграждане на устойчиви общества, поддържане на устойчиво развитие и търсене на нови подходи, инструменти, технологии и решения.
Тъй като започва да нараства разбирането, че са необходими стратегии за изграждане на устойчивост, срещата на върха в областта на океанския риск събира широк кръг от заинтересовани страни, за да проучи какви могат да бъдат тези стратегии и как да ги приложат.